# Boniface (Disney)
Pour les articles homonymes, voir Boniface.
Basile et Boniface (Br’er Fox & Br’er Bear en VO) sont des personnages de fiction de l'univers Disney créés en 1945 par Bill Walsh et Paul Murry pour les studios Disney.
Inspirés des personnages des Contes de l'Oncle Rémus (Tales of Uncle Remus) de Joel Chandler Harris publiés entre 1880 et 1905, ils sont apparus pour la première fois le 14 octobre 1945 dans une série de comic strips hebdomadaires, préparant ainsi la sortie en novembre 1946 du long-métrage Mélodie du Sud.
Irréductibles ennemis de Bibi Lapin (Br'er Rabbit en VO), ils intégrèrent par la suite l'univers de Donald Duck à travers les histoires de Tic et Tac ou des Castors Juniors. Toujours en quête d'un mauvais coup à faire, ils s'associent régulièrement à un autre "méchant" de la forêt : Grand Loup.
Dans certaines histoires, Boniface prendra au contraire la fonction d'un honnête fermier confronté à Grand Loup.
Il ne faut pas le confondre avec Nicodème, l'ours ennemi de Donald Duck et du garde forestier, le gardien Lanature (J. Audubon Woodlore).

## Basile et Boniface à travers le monde
- Allemagne : Gevatter Fuchs/Gevatter Bär
- Brésil : João Honesto, Amigo Raposo, Irmão Raposo / Zé Grandão, Amigo Urso, Irmão Urso
- Chine : 狐狸先生 (Húlí-xiānshēng) / 熊先生 (Xióng-xiānshēng)[4]
- Collectivité espérantophone : Fr-to Vulpo / Fr-to Urso
- Danemark : Bror Ræv / Gårdmand Bjørn, Bror Bjørn
- Espagne : Hermano Zorro / Hermano Oso
- États-Unis /  Royaume-Uni /  Australie : Br’er Fox / Br’er Bear
- Finlande : Mikko Repolainen / Veli Nalle
- France : Basile, Frère Renard / Boniface, Frère Ours
- Indonésie : Pak Rubah
- Italie : Compare Volpone / Compare Orso
- Norvège : Mikkel, Bror Rev / Bamse, Bror Bjørn
- Pays-Bas : Rein Vos / Bruin Beer, Neef Beer
- Pologne : Miś Lis / Miś Farmer
- Suède : Bror Räv, Broder Mickel, Mickel Räv, Redlige John, Rulle Räv / Bror Björn, Bruno Björn, Mäster Björn